# Scaphytopius thea
Scaphytopius thea är en insektsart som beskrevs av Rauno E. Linnavuori och Delong 1979. Scaphytopius thea ingår i släktet Scaphytopius och familjen dvärgstritar. Inga underarter finns listade i Catalogue of Life.